# Uganda darlingtonae
Uganda darlingtonae is een rechtvleugelig insect uit de familie veldsprinkhanen (Acrididae). De wetenschappelijke naam van deze soort is voor het eerst geldig gepubliceerd in 1992 door Ritchie.